# 小杉英了
小杉　英了（こすぎ えいりょう、1956年12月19日 - ）は、日本の翻訳家・評論家・小説家。北海道旭川市生まれの関西育ち。関西学院大学仏文科卒。東京都在住。
ロック・ミュージックとグノーシス派の洗礼から霊学を志し、ルドルフ・シュタイナーの認識論を通って三島由紀夫の文化論に到る。オイリュトミー舞台公演の脚本として『謡曲・鬼阿闍梨』(京都・金剛能楽堂 1991)、『外典・緑の蛇と百合姫の物語』(新宿・朝日生命ホール 1992)がある。2012年、小説『先導者』（受賞時タイトルは『御役』）で日本ホラー小説大賞受賞。

## 作品

### 訳書
- レイチェル・ストーム『ニューエイジの歴史と現在 地上の楽園を求めて』（1993年11月 角川選書） - 共訳：高橋巌
- ゲオルグ・フォイアスティン『聖なる狂気 グルの現象学』（1999年6月 春秋社）

### 評論
- 三島由紀夫論 命の形（1997年9月 三一書房）
- シュタイナー入門（2000年11月 ちくま新書）

### 小説
- 先導者（2012年11月 角川書店 / 2014年10月 角川ホラー文庫）
- ターミナル・デイ（2013年10月 角川書店）
- 赤い呪縛（2015年7月 KADOKAWA）